# فيل جونستون
فيل جونستون (بالإنجليزية: Phil Johnston)‏ (19 سبتمبر 1990 بغلاسكو في المملكة المتحدة - ) هو مدرب كرة قدم ولاعب كرة قدم بريطاني في مركز الوسط. لعب مع نادي دمبرتون ونادي ستيرلينغ ألبيون وأردريونيانز.

## وصلات خارجية
- فيل جونستون على موقع قاعدة بيانات كرة القدم.إي يو (الإنجليزية)